# Revsbotn
Revsbotn (nordsamisk Jáhkovuotna) er en fjord der går langs kommunegrænsen mellem Kvalsund og Måsøy kommuner i Troms og Finnmark fylke i Norge. Fjorden har indløb mellem Sauneset i nord og Kråkefjellneset i syd og går  20 kilometer mod sydøst til bygden Kokelv i bunden af fjorden.
De største bebyggelser ligger langs nordøstsiden af fjorden. Slåtten er en bygd inderst i Slåttenbugten på nordøstsiden. Lidt længere inde i fjorden stikker Kvalnesklubben ud i fjorden og forbi den ligger den lille fjordarm Lillefjorden og bebyggelsenn Lillefjord. På sydvestsiden ligger bygderne Bekkarbukt og Revsneshamn yderst i fjorden. Der er vejforbindelse mellem dem, men ikke til resten af kommunen. Fjorden er 230 meter på det dybeste, lige syd for Slåttenbugten. 
Fylkesvej 889 går langs den indre del af nordøstsiden af fjorden ud til Slåtten.